# Mariusz Dmochowski

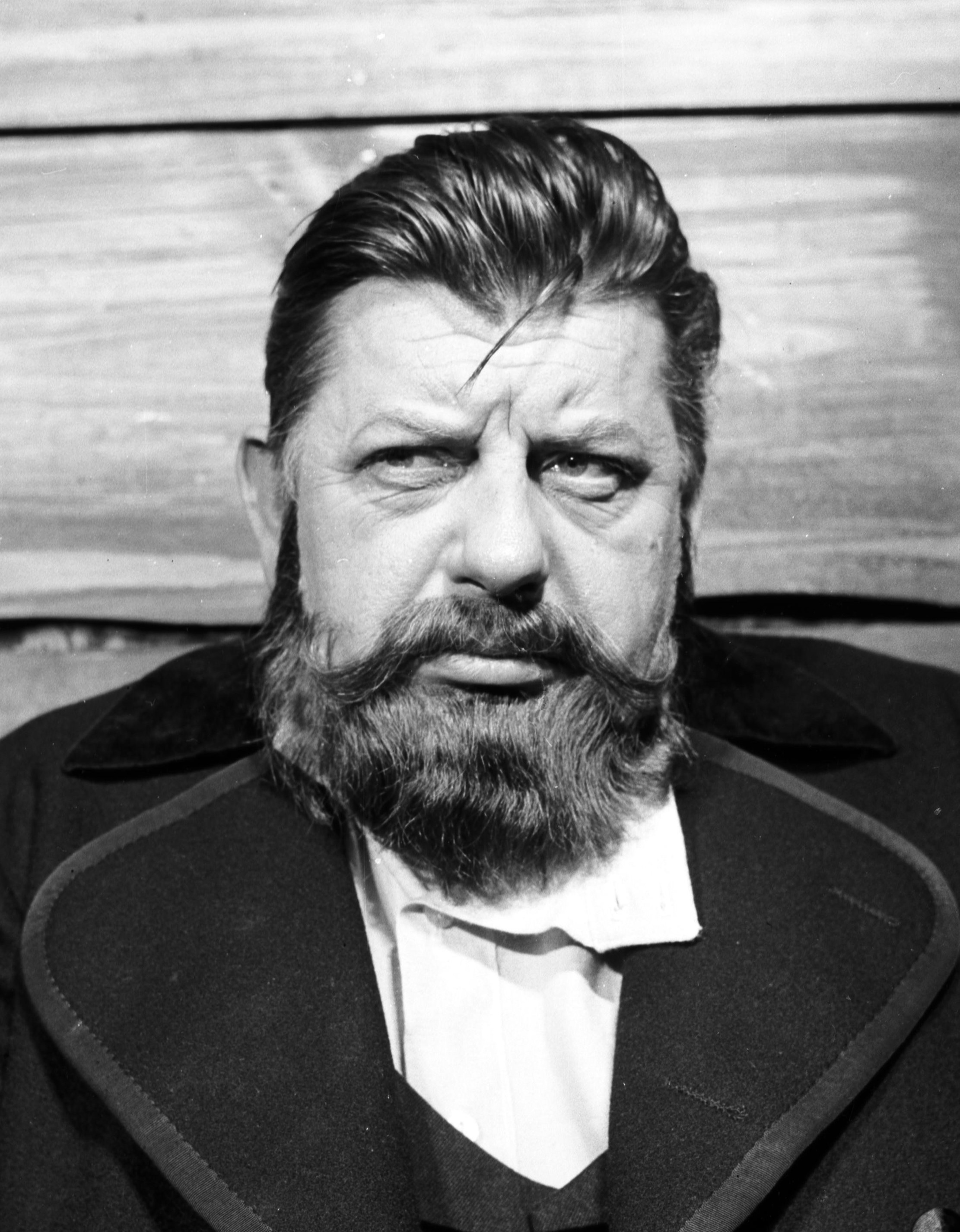
Mariusz Dmochowski

Mariusz Dmochowski (* 29. Oktober 1930 in Piotrków Trybunalski; † 8. August 1992 in Popowo bei Lipno) war ein polnischer Schauspieler und Regisseur.
Dmochowski studierte bis 1955 Schauspiel an der Staatlichen Theaterhochschule in Warschau. Im gleichen Jahr debütierte er auch als Darsteller an einer Bühne, spielte u. a. am Polnischen Theater, gefolgt von Engagements am Allgemeinen Theater sowie am Nationaltheater. Später nahm er auch ein Regiestudium auf, das er 1969 mit einem Diplom abschloss.

## Filmografie (Auswahl)
- 1958: Eroica - Polen 44 (Eroica)
- 1967: Der Erpresser in kurzen Hosen (Bicz Boży)
- 1968: Gräfin Cosel (Hrabina Cosel)
- 1968: Die Puppe (Lalka)
- 1969: Leben, Liebe und Tod des Obersten Wolodyjowski (Pan Wołodyjowski)
- 1975: Zwei Welten im Hotel Pazifik (Zaklęte rewiry)
- 1976: Die Narbe (Blizna)
- 1977: Tarnfarben (Barwy ochronne)
- 1980: Der Vater der Königin (Ojciec królowej)